# Reggie Workman

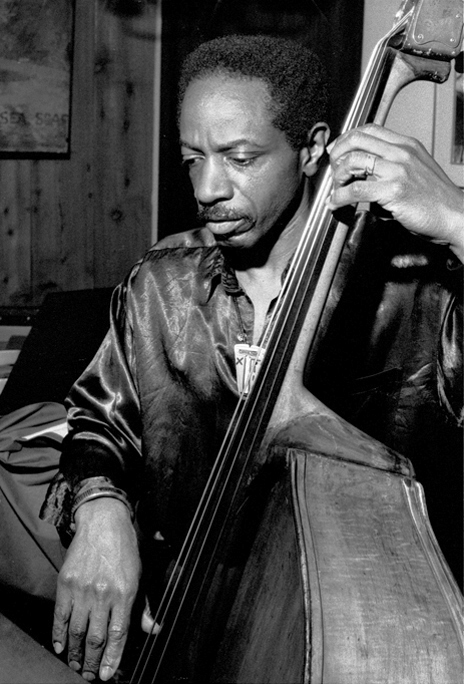

Reggie Workman (Philadelphia, 1937. június 26. –), Reginald „Reggie” Workman amerikai avantgárd dzsessz hard bop nagybőgős, elsősorban John Coltrane és Art Blakey zenésztársa.

## Pályafutása
Pályafutása elején Gigi Gryce, Donald Byrd, Duke Jordan és Booker Little zenekaraival dolgozott. 1961-ben csatlakozott a John Coltrane Quartethez. Egy európai turné után elhagyta Coltrane zenekarát. 1962-ben csatlakozott az Art Blakey's Jazz Messengershez. Ennek az időszaknak a nagy részében Freddie Hubbarddal, Wayne Shorterrel és Cedar Waltonnal dolgozott.
Workman 1964-ben elhagyta Art Blakey együttesét.
Workman James Moodyval, Yusef Lateeffel, Pharoah Sandersszel, Herbie Mannal és Thelonious Monkkal is dolgozott.
1978-ban Tommy Flanagan zongoristával és Joe Chambers dobossal létrehozta a The Super Jazz Triót.
Tagja volt a Trio 3-nak (Oliver Lake-kel és Andrew Cyrille-lel). A New York-i The New School for Jazz and Contemporary Music tanára.

## Zenekarvezetőként
- 1977: Conversation (Cecil Bridgewater, Slide Hampton, George Adams, Albert Dailey, Michael Carvin, Lawrence Killian)
- 1978: The Super Jazz Trio
- 1978: The Works of Workman
- 1979: Something Tasty
- 1980: The Standard (Tommy Flanagan album)
- 1986: Synthesis (Reggie Workman album)
- 1989: Images (Reggie Workman album)
- 1993: Altered Spaces
- 1994: Summit Conference (album)
- 1995: Cerebral Caverns

## Másokkal

### Trio 3
- Live in Willisau (1997)
- Encounter (Passin' Thru (2000)
- Open Ideas (Palmetto (2002)
- Time Being (2006)
- Wha's Nine: Live at the Sunset (2008)
- Berne Concert with Irene Schweizer (2009)
- At This Time (2009)
- Celebrating Mary Lou Williams–Live at Birdland New York with Geri Allen (2011)
- Refraction – Breakin' Glass (2013)
- Wiring (Intakt, 2014)
- Visiting Texture (2017)

### Zoller Attila
Gypsy Cry (1970)

### Art Blakey
- Caravan (1963)
- Ugetsu (1963)
- Free for All (1964)
- Kyoto (1964)
- Indestructible (B1964)
- Golden Boy (1964)

### Mal Waldron
- Up Popped the Devil (1973)
- Breaking New Ground (1983)
- Mal Waldron Plays Eric Satie (1983)
- You and the Night and the Music (1983)
- The Git Go - Live at the Village Vanguard (1986)
- The Seagulls of Kristiansund (1986)
- The Super Quartet Live at Sweet Basil (1987)
- Crowd Scene (1989)
- Where Are You? (1989)
- My Dear Family (1993)
- Soul Eyes (1997)

## Díjak
- 1997: Life Achievement Award by the Jazz Foundation of America
- 1997: International Association of Jazz Educators
- 1999: Mid Atlantic Arts Foundation presented him with its Living Legacy Award
- 2020: Guggenheim Fellowship in music composition
- 2020: NEA[3] Jazz Master

## Filmek
- Reggie Workman az IMDb-n